# Bierawa
Bierawa (dodatkowa nazwa w j. niem. Birawa) – wieś gminna w Polsce położona w województwie opolskim, w powiecie kędzierzyńsko-kozielskim, w gminie Bierawa (której jest siedzibą). Leży na Górnym Śląsku.
W latach 1954–1972 wieś należała i była siedzibą władz gromady Bierawa.

## Nazwa
Nazwa miejscowości wywodzi się prawdopodobnie od polskiego wyrażenia brać. W alfabetycznym spisie miejscowości na terenie Śląska wydanym w 1830 roku we Wrocławiu przez Johanna Knie miejscowość występuje pod obecnie używaną polską nazwą Bierawa i w XIX wieku taka sama nazwa wsi funkcjonowała w języku niemieckim zanim nie została zgermanizowana. Spis geograficzno-topograficzny miejscowości leżących w Prusach z 1835 roku jako jedyną notuje obecnie używaną, polską nazwę miejscowości Bierawa.
Ze względu na polskie pochodzenie, zgermanizowana nazwa została zmieniona przez nazistów w okresie III Rzeszy na nową całkowicie niemiecką nazwę Reigersfeld, pod którą funkcjonowała w latach 1936–1945.

## Części wsi
| SIMC    | Nazwa   | Rodzaj     |
| ------- | ------- | ---------- |
| 0998122 | Kąt     | przysiółek |
| 0998139 | Klichów | przysiółek |
| 0998116 | Utrata  | przysiółek |

## Historia
Pierwsze wzmianki o majątku Bierawa pochodzą z 1308 roku, kiedy to książę Kazimierz bytomski przeniósł osadę z prawa polskiego iure polonico na prawo niemieckie. Bierawa wchodziła w skład księstwa kozielsko-bytomskiego. 19 lutego 1327 r. książę Władysław bytomski złożył w Opawie hołd lenny królowi czeskiemu Janowi Luksemburskiemu. W ten sposób tutejsze ziemie przeszły we władanie Czech.
Janowi z Bierawy (może herbu Strzała) król Władysław Jagiełło za zasługi nadał 27 października 1407 wieś Zubrzę (koło Lwowa) pod warunkiem osobistej rezydencji na Rusi – jak argumentował – ze względu na małą liczbę ludzi i obowiązkiem dostarczania na wyprawy wojenne jednego kopijnika i dwóch łuczników.
W 1526 zmarł król Czech i Węgier Ludwik II Jagiellończyk, ostatni władca tych krajów z dynastii Jagiellonów. Jego następcą na tronie Czech i Węgier został arcyksiążę austriacki Ferdynand I Habsburg. Tym samym Bierawa przeszła pod zwierzchnictwo austriackich Habsburgów. W 1614 r. wybudowano murowany kościół protestancki. W 1774 r. hrabina Amalia von Hoym kupiła Bierawę i włączyła do rodzinnych ziem skupionych wokół majątku w Sławięcicach. Kolejnymi właścicielami Bierawy byli: Pruszkowscy, von Resewitz i von Hohenlohe.
Od pocz. XVIII w. na wizerunku pieczęci gminnej: na ozdobnym kartuszu dwa bażanty skierowane do środka pola nad dwoma lemieszami pługa ułożonymi w pas, pod nimi ryba w prawo.
Do głosowania podczas plebiscytu uprawnionych było w Bierawie 828 osób, z czego 656, ok. 79,2%, stanowili mieszkańcy (w tym 655, ok. 79,1% całości, mieszkańcy urodzeni w miejscowości). Oddano 807 głosów (ok. 97,5% uprawnionych), w tym 806 (ok. 99,9%) ważnych; za Niemcami głosowało 516 osób (ok. 63,9%), a za Polską 290 osób (ok. 35,9%). Podczas III powstania śląskiego w maju 1921 r. doszło do Bitwy o Kędzierzyn. 6 maja Naczelna Komenda Wojsk Powstańczych rozkazała 2 pułkom rozpocząć natarcie z zadaniem zajęcia Kędzierzyna. Z Sośnicowic wyruszył 2 pułk piechoty wojsk powstańczych im. T. Kościuszki, dowodzony przez kpt. Pawła Cymsa. Rozpoczął on walki usiłując przedrzeć się do Kędzierzyna od strony Bierawy, Starego Koźla i Pogorzelca. Walki trwały do 9 maja. W walkach użyto artylerii i pociągu pancernego. W lipcu 1922 powiat kozielski z Bierawą został ponownie oficjalnie przekazany administracji niemieckiej i włączony do Niemiec. Podczas II wojny światowej w 1940 r. rozpoczęto w pobliżu Bierawy budowę zakładu chemicznego (produkcja izooktanu) koncernu IG Farben (Interessen-Gemeinschaft Farbenindustrie AG). Bierawskie zakłady miały produkować benzynę syntetyczną na drodze uwodorniania węgla. Produkcję uruchomiono pod koniec 1943 roku. Alianckie lotnictwo (startowało z Włoch) przeprowadziło pierwsze loty rozpoznawcze w rejonie Bierawy i Kędzierzyna w marcu 1944 roku. Zmasowane naloty bombowe rozpoczęły się w lipcu 1944 roku. W wyniku bombardowań zakłady chemiczne w Bierawie zostały zniszczone. Na skutek dużego rozrzutu zrzucanych bomb, znacznie ucierpiała również zabudowa miejscowości. W styczniu 1945 r. Bierawa została zajęta przez Armię Czerwoną i następnie przekazana pod administrację polską.
6 kwietnia 1945 Ministerstwo Bezpieczeństwa Publicznego utworzyło Centralne Obozy Pracy. Obóz pracy nr 4 powstał w Bierawie.

## Zabytki

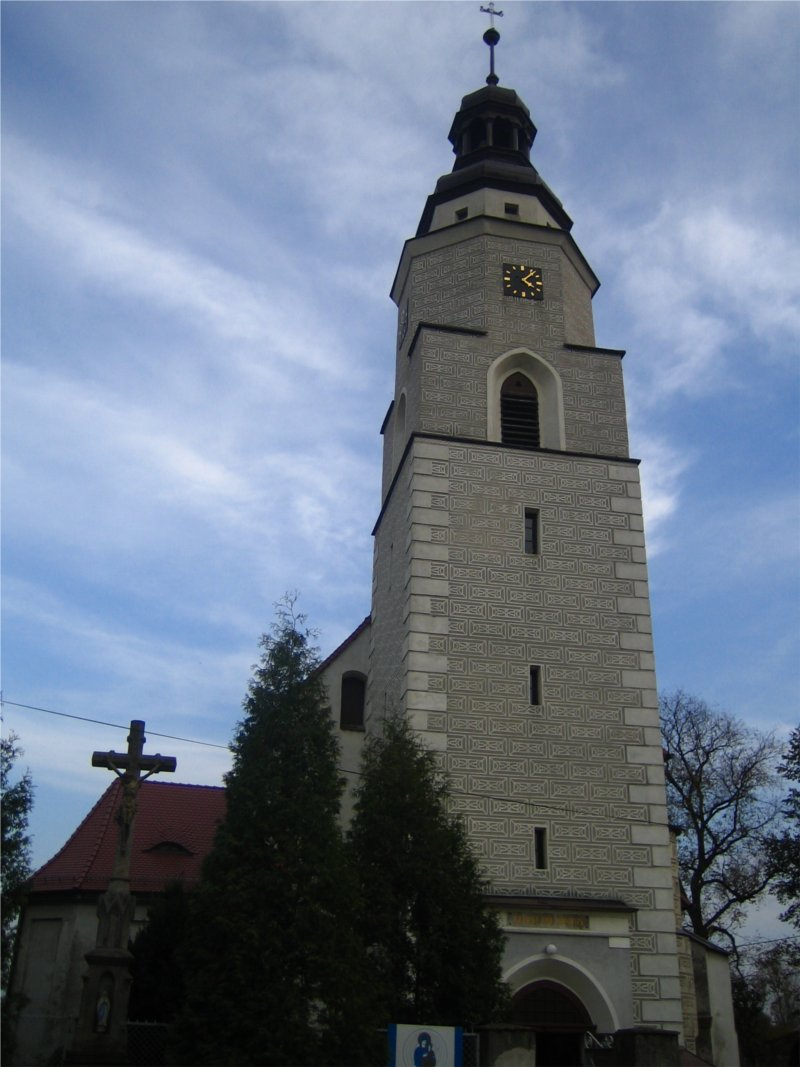
Kościół Trójcy Świętej w Bierawie

Do wojewódzkiego rejestru zabytków wpisane są:
- kościół par. pw. św. Trójcy, renesansowy pochodzący z 1562 r. Około 1614 powiększony o wieżę pokrytą dekoracją sgraffitową. W XVIII wieku dobudowano kaplicę przy północnej części kościoła. Wewnątrz zachowały się:
  - ambona, późnorenesansowa, z pierwszej połowy XVII wieku
  - ołtarze barokowe z pierwszej XVI wieku
  - barokowa chrzcielnica z przełomu XVII i XVIII wieku
- mogiła powstańców śląskich na cmentarzu parafialnym, z 1921 r.

## Ludność
Bierawa podlega pod Urząd Statystyczny w Opolu, oddział w Prudniku.
| Rok  | Liczba ludności |
| ---- | --------------- |
| 1830 | 0970 osób       |
| 1855 | 1213 osób       |
| 1880 | 1394 osób       |
| 1925 | 1260 osób       |
| 1945 | 1172 osób       |
| 1960 | 1489 osób       |
| 1985 | 1662 osób       |
| 2000 | 1443 osób       |

Źródło: dane z Gminy Bierawa.
Liczba ludności: 1370

Gęstość zaludnienia: 108 osób/km²

## Gospodarka
Bierawa jest miejscowością przemysłowo-rolniczą. Większość mieszkańców jest zatrudnionych w pobliskich mieście Kędzierzynie-Koźlu i Zakładach Azotowych Kędzierzyn S.A.
Statystyka ogólna – Powierzchnia: 12,72 km², Lasy i grunty leśne: 346 ha.

## Komunikacja: układ drogowy
Przez Bierawę przechodzą 2 drogi wojewódzkie: 408 i 425.

## PKS, kolej
Przedsiębiorstwo Komunikacji Samochodowej S.A. posiada w Bierawie 3 przystanki.
Bierawa leży przy linii kolejowej o znaczeniu krajowym i międzynarodowym z Kędzierzyna-Koźla do Bogumina. Przy miejscowości znajduje się stacja kolejowa Bierawa.

## Kultura, edukacja
- Organizacją życia kulturalnego w Bierawie kieruje i nadzoruje Gminne Centrum Kultury i Rekreacji w Bierawie, ul. Kościelna 2, 47-240 Bierawa. W domu kultury działają biblioteka i kawiarenka internetowa.
- Publiczne Gimnazjum, ul. Kościelna 1, 47-240 Bierawa.

## Klęski żywiołowe: powódź 1997
W nocy z 8 na 9 lipca 1997 r. doszło do największej powodzi w historii Bierawy. Zatopionych zostało 67 budynków. Zniszczonych zostało prawie 100% upraw oraz wiele dróg.

## Gminy partnerskie
- Ostfildern (od 1992 roku).